# Teodóra görög hercegnő
Teodóra görög hercegnő (Korfu, 1906. május 30. – Büdingen, 1969. október 16.)
II. Erzsébet brit királynő egyik sógornője, Fülöp edinburghi herceg második nővére 1906. május 30-án, Korfu szigetén született, András görög és dán herceg és Aliz battenbergi hercegnő második gyermekeként és második leányaként.
Egy nővére, két húga és egy öccse volt:
- Margit (1905. április 18. – 1981. április 24.)
- Cecília (1911. június 22. – 1937. november 16.)
- Zsófia (1914. június 26. – 2001. november 3.)
- Fülöp (1921. június 10. – 2021. április 9.)

## Házassága, gyermekei
1931. augusztus 17-én, a németországi Baden-Baden fürdővárosában, a Neues Schloß kastélyban a hercegnő hozzáment Bertoldhoz, Baden őrgrófjához; három gyermekük született:
- Margaréta Alíz (1932. július 14. – 2013. január 15.)
- Miksa András (1933. július 3. –)
- Lajos Vilmos (1937. március 16. –)

Az akkor már özvegy őrgrófné 1969. október 16-án, 63 esztendősen halt meg, a németországi Hesse tartomány Büdingen nevű városában. Férje, az őrgróf 1963. október 27-én hunyt el.

## Származása
1. 1 2  Darryl Roger Lundy: The Peerage (angol nyelven). (Hozzáférés: 2017. október 9.)
2. ↑  p10080.htm#i100795, 2020. augusztus 7.